# Witte Molen (Roksem)
De Witte Molen is een windmolen in Roksem, een deelgemeente van het West-Vlaamse stadje Oudenburg. De Witte Molen, aan de Zeeweg, is een bergmolen waarin zowel meel als olie kan worden gemalen.
In de eerste helft van de 17e eeuw werd hier een eerste houten staakmolen gebouwd. Deze molen staat op de Ferrariskaart (1770-1778) vermeld als "Rockxem-molen".
De huidige bakstenen bergmolen kwam er in 1843 waarbij men onderdelen van de oude houten molen heeft gebruikt. Er staan namelijk 18de-eeuwse datums vermeld op enkele balken.
Stad Oudenburg, die de molen in erfpacht heeft, liet de molen restaureren. Op de open monumentendag van 13 september 2003 werd de molen feestelijk ingehuldigd.

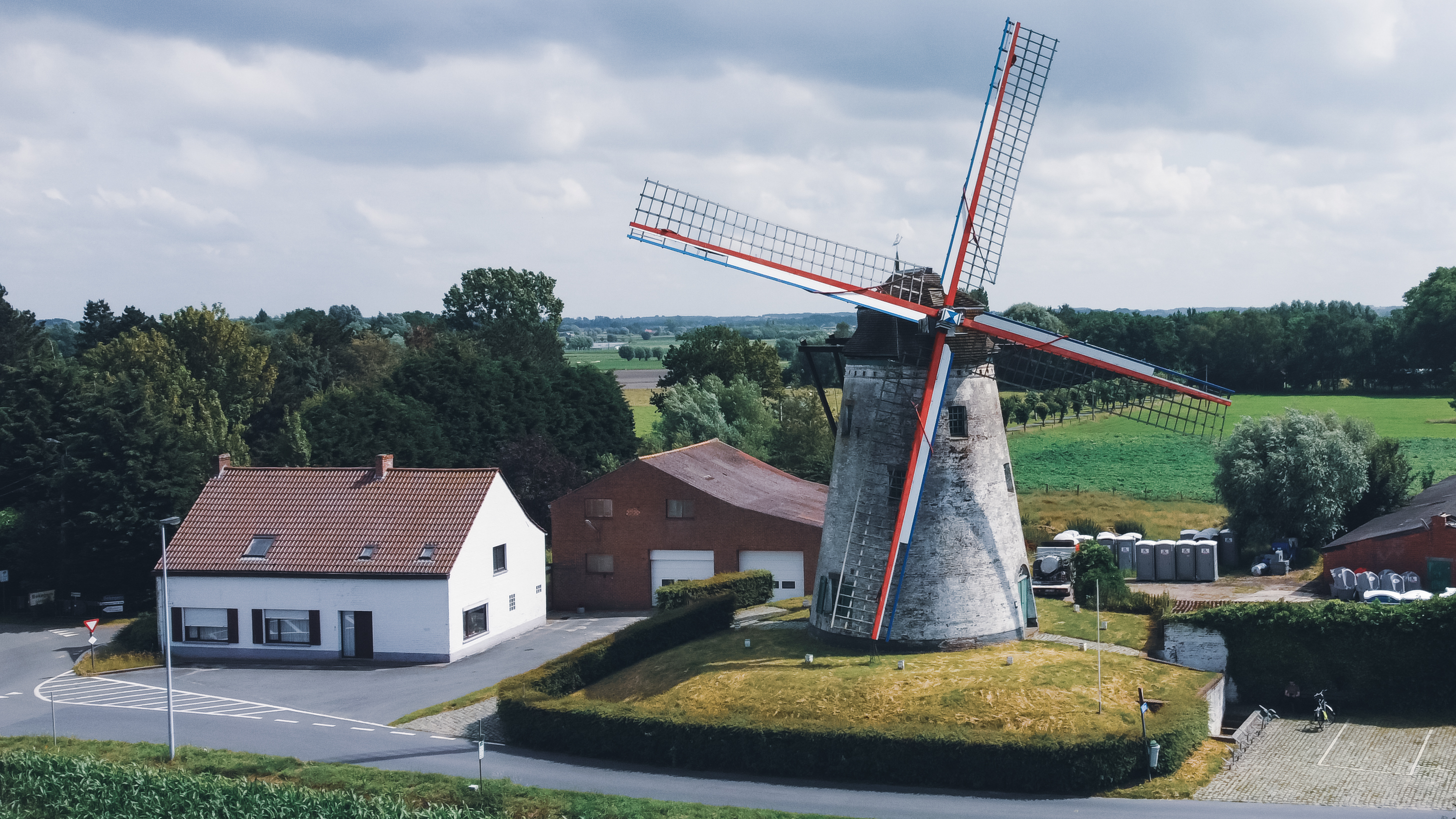

In 2010 zal de Witte Molen opnieuw worden gerestaureerd. De molen draaide niet meer nadat in 2008 problemen in de askop ontstonden.